# Slavs Herred

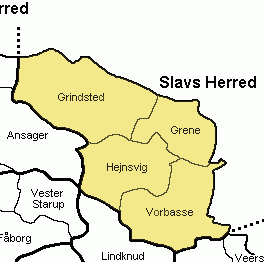
Slavs Herred

Slavs Herred was een herred in het voormalige Ribe Amt in Denemarken. Slavs wordt voor het eerst genoemd in 1552. De parochies waren eerder deel van Torrild Herred en Jerlev Herred. In 1970 werd het gebied deel van de nieuwe provincie Ribe.
Hoewel Slavs uitgestrekt is omvat het slechts vier parochies.
- Grene
- Grindsted
- Hejnsvig
- Vorbasse